# Rien, voilà l'ordre
Pour plus de détails, voir Fiche technique et Distribution.
Rien, voilà l'ordre est un film français réalisé par Jacques Baratier et sorti en 2003.

## Synopsis
Dans une clinique psychiatrique, un patient en fauteuil roulant, oublié depuis 30 ans, joue le psychiatre amateur auprès des autres malades. Une actrice traumatisée par un accident y fait la rencontre de personnages pittoresques.

## Fiche technique
- Autre titre : Nourrir la lune
- Réalisation : Jacques Baratier
- Scénario : Jacques Baratier, Jacques Besse, Jean-Claude Carrière, Gérard Jérôme
- Musique : Reinhardt Wagner
- Image : Thierry Godefroy
- Costumes : Prunelle Paré
- Montage : Carole Ferrand
- Durée : 96 minutes
- Dates de sortie: 
  - France : 5 juillet 2003 (festival de La Rochelle)
  - France : 23 juin 2004

## Distribution
- Amira Casar : Zelda
- Laurent Terzieff : Aroulette
- Claude Rich : Le docteur Nuytel
- James Thierrée : Alexis
- Macha Méril : La mère d'Alexis
- Jean-Claude Dreyfus : Le libertin
- Sarah Lassez : Coranette
- Aurélia Thierrée : Sophie
- Marianne Costa : Béatrice
- Claude Aufaure : Dupont
- Mona Heftre : Mona
- Pascale de Boysson : Mademoiselle Lefevre
- Pierre Fatus : Arthur
- Thibault Lacroix : Nino
- Pierre Saka : L'ami de Besse

## Critiques
Pour Télérama, l'actrice Amira Casar « a décidément le don de se mettre au diapason des rôles qui écartent sa belle nature de la banalité ».